# Альфьери, Эдоардо
Эдоардо Альфьери (итал. Edoardo Alfieri; 1913, Фоджа, Италия — 1998, Сан-Ремо, Италия) — итальянский художник и скульптор, педагог.

## Биография
Изучал искусство в Генуе, затем, с 1932 по 1936 год, продолжил учёбу в Академии изящных искусств Брера в Милане под руководством Франческо Мессины.
В шестнадцатилетнем возрасте получил первую премию за свои работы на выставке в Генуе. В 1930-е годы был членом футуристской группы «Sintesi» . После Второй мировой войны до 1969 года занимал должность преподавателя Академии изящных искусств Генуи. Уже в середине 1970-х годов скульптор вернулся к фигуративному искусству, часто затрагивая религиозные темы. В этом контексте особое значение имеет длительная работа над церковью Авила ди Буйа (во Фриули), где он установил многочисленные произведения и предметы обстановки.
Несколько раз представлял свои работы на Венецианской биеннале (в 1940, 1948, 1950, 1956). Уже в середине этого десятилетия скульптор вернулся к фигуративному искусству, часто затрагивая религиозные темы. В этом контексте особое значение имеет длительная работа над церковью Авила ди Буйа (во Фриули), где он установил многочисленные произведения и предметы обстановки.
Скончался после продолжительной болезни в клинике Сан-Ремо.
Его творчество можно охарактеризовать как колеблющееся между авангардом и традицией. Помимо экспрессионистских работ, также создавал традиционные скульптуры, такие как статуя Христофора Колумба, подаренная в 1955 году городу Колумбус, штат Огайо , США. Некоторые из его работ: абстрактные, например, могила Меле в Стальено или барельеф «Furor Mathematicus».